# Baddiley
Baddiley est un village éparse et une paroisse civile anglaise située dans le comté de Cheshire.